# النضناض ناكلز
النّضناض ناكلز (بالإنجليزية: Knuckles the Echidna‎؛ باليابانية: ナックルズ・ザ・エキドゥナ‎، ‏ناكوروسو زا إكيدونا) هو شخصية خيالية من سلسلة ألعاب "القنفذ سونيك" التي تنتجها شركة سيجا. يُعتبر ناكلز أحد أصدقاء سونيك المقربين وأحد حلفائه المهمين في السلسلة. ظهر لأول مرة في لعبة "القنفذ سونيك 3" عام 1994، حيث كان أحد الأعداء الرئيسيين، ثم أصبح قابلاً للعب في لعبة "سونيك آند نكلز".
ناكلز هو نضناض، ويتميز بشخصية جادة وعزيمة قوية. يُعرف بكونه حارس الزمرد الرئيسي (Master Emerald)، وهو حجر كريم ضخم يتحكم في الزمردات الفوضوية التي تشكل جزءًا أساسيًا من أحداث السلسلة. وهو آخر عضو حي في قبيلته، قبيلة ناكلز.
في بداية ظهور شخصيته، كان ناكلز خصمًا سونيك وتيلز بعد أن خدعه الـدكتور إغمان، لكن بعد اكتشافه لخداع إيغمان، أصبح حليفًا لهما في مواجهة الأعداء. ومنذ ذلك الحين، ظهر ناكلز في العديد من الألعاب سواء في أدوار قابلة للعب أو غير قابلة للعب، وشارك في عدة سلاسل قصص مصورة، الرسوم المتحركة (القنفذ سونيك: الفيلم - سونيك أندغراوند - سونيك إكس - سونيك بوم - سونيك برايم) ، بالإضافة إلى أفلام "القنفذ سونيك 2" و"القنفذ سونيك 3". كما سيظهر في المسلسل التلفزيوني الحي الخاص به "ناكلز".
ناكلز يعتبر من أكثر الشخصيات شهرة في سلسلة "سونيك"، وظهر في معظم الألعاب التي صدرت تحت هذا الامتياز، بما في ذلك ألعاب السلسلة الرئيسية وألعاب التفرعات. وقد تم استغلال صورته في العديد من المنتجات التجارية الخاصة بـ "سونك القنفذ"، كما أصبح موضوعًا للعديد من الميمات على الإنترنت.